# 卜濤
卜 濤（ぼく とう、ボー・タォ、簡体字：卜 涛、Bo Tao、1983年1月15日 - ）は中華人民共和国出身の元野球選手(投手)。左投左打。

## 人物・来歴
小学校2年生の時に西安で野球を始めたが、地元にはシニアチームがなく、15歳でシニアチームのある河南省に野球留学。1999年、16歳の時に中日ドラゴンズのキャンプに参加した経験を持つ。
河南隊所属の選手であるが、リーグ入り当時CBLに加盟していなかったため、チームを転々としてリーグに参加していた。2009年に河南隊が河南エレファンツとしてCBLに加盟、2010年から河南に移籍した。
2006年、2009年にはワールドベースボールクラシック中国代表に選出された。北京オリンピック中国代表にも選出されている。

## 特徴
スリークォーターから130km/h台の直球とスライダーが中心。制球力を生かした安定感のある投球を武器に中国代表に定着した。